# ウィリアム・ローワン・ハミルトン
ウィリアム・ローワン・ハミルトン（William Rowan Hamilton、1805年8月4日 - 1865年9月2日）は、アイルランドの数学者、物理学者、天文学者。
ハミルトンの変分原理や四元数を見出し、解析力学、線型代数学の発展に寄与した。

## 生涯・人物

### 幼少期
幼い頃より神童として知られ、10歳で10カ国語（英語、ラテン語、ギリシア語、ヘブライ語、アラビア語、サンスクリット語など）を操るなど才能は図抜けていた。本格的に数学を始めたのは15歳の頃で、当時最先端のラグランジュ、ラプラスの書物を学ぶ。この頃わずか16歳にしてラプラスの『天体力学』に誤りを発見し、専門家を驚かせた。

### 教育
18歳の時にダブリンのトリニティ・カレッジに入学した。大学入学後も圧倒的な才気を見せ、学部四年で天文台長に推挙されている。才能に溢れ、身体、精神共に快活なハミルトンは社交界でも人気を集め、親友の詩人ワーズワースは、ハミルトンとコールリッジを挙げて「私の出会った最も魅力的な人物」とすら述べている。

### 晩年
晩年のハミルトンは、アルコール中毒に溺れながら誰にも理解されることのない数学研究に没頭し、暴飲暴食による痛風に苦しんだ末に1865年にダブリンの自宅で息を引き取った。遺体が発見された時、ハミルトンの部屋は酒と肉汁にまみれた二百数十冊のノートで埋め尽くされており、この中には正しいもの、誤ったもの、判断のつかないものが入り混じった数式の山が残されていたという。また四元数は一部に「四元数カルト」と呼ぶべき一団を構成するものの、大勢からは無視され、省みられるまでに100年ほどの時間を必要とした。

## 業績
光学への数学の応用、ハミルトニアン、数学理論による自然現象の予言、解析力学の創始、代数系の基礎付けなど、前半生の業績は非常に華々しく、「ニュートンの再来」と呼ばれた当時の評判に恥じないものがある。

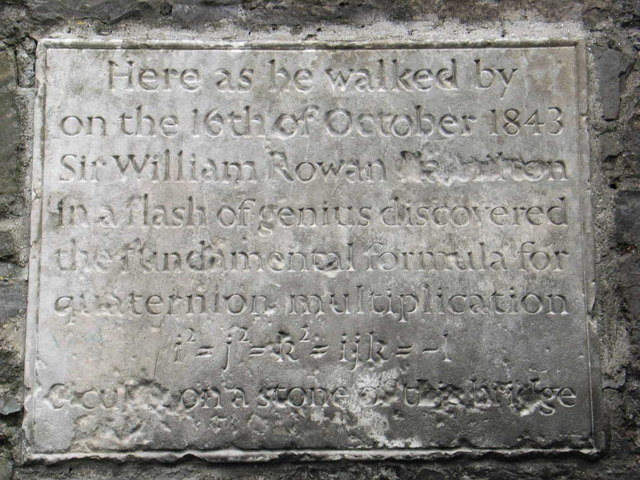
ブルーム橋にある四元数発見の碑文。散歩の途中閃きを得たハミルトンは、四元数を定義する式を橋に刻み付けた。

複素数を実数と演算規則により公理化していたハミルトンは、複素数を三次以上に一般化することに心血を注ぎ、十年程を経た1843年10月16日、ブルーム橋にさしかかった所でついに四元数の概念に到達する。非可換な乗算を持つ四元数は極めて斬新なアイデアで、その後の代数学全体に多大な影響を残した。
その後ハミルトンは約20年を四元数の研究に費やし、700ページ超の大著『四元数講義』を著すが、ド・モルガン、ハーシェルらに難解と評され、『四元数の基礎』を著すもこれも長過ぎて生前に出版されることはなかった。